# Federico Matías Vieyra
Federico Matías Vieyra (21 luglio 1988) è un pallamanista argentino terzino destro del Balonmano Vicente Lopez.